# Козаччина (село)
Коза́ччина —село в Україні, у Борщівській міській громаді Чортківського району Тернопільської області. Розташоване на річці Нічлава, на півночі району. Було підпорядковане Лановецькій сільській раді.
Населення — 426 осіб (2003).

## Географія
Село розташоване на відстані 370 км від Києва, 82 км — від обласного центру міста Тернополя та 6 км від міста Борщів.

## Історія
У Козаччині проводили археологічні дослідження О. Кандиба-Ольжич, А.-Г. Кіркор. Поблизу Козаччини виявлено археологічні пам'ятки трипільської культури.
Перша писемна згадка — 1763, тоді проживало 79 осіб. 1764—1775 в період руйнації козацьких січей тут поселилися козаки.
Діяли товариства «Просвіта», «Рідна школа», «Луг», «Сільський господар», «Союз українок».
Навесні 1941 внаслідок пожежі згоріло 120 господарств.
У 1940-1941, 1944-1959 роках село належало до Скала-Подільського району Тернопільської області. З ліквідацією району 1959 року увійшло до складу Борщівського району.
До 19 липня 2020 р. належало до Борщівського району.
З 20 листопада 2020 р. належить до Борщівської міської громади.

## Населення

### Мова
Розподіл населення за рідною мовою за даними перепису 2001 року:
| Мова       | Кількість | Відсоток |
| ---------- | --------- | -------- |
| українська | 408       | 99.52%   |
| російська  | 1         | 0.24%    |
| білоруська | 1         | 0.24%    |
| Усього     | 410       | 100%     |

## Пам'ятки
Є церква. У селі збереглися будинок давньої папірні й частина греблі біля неї. 1792-1825 тут виробляли високоякісний папір, який постачали до багатьох міст Європи.

## Світлини

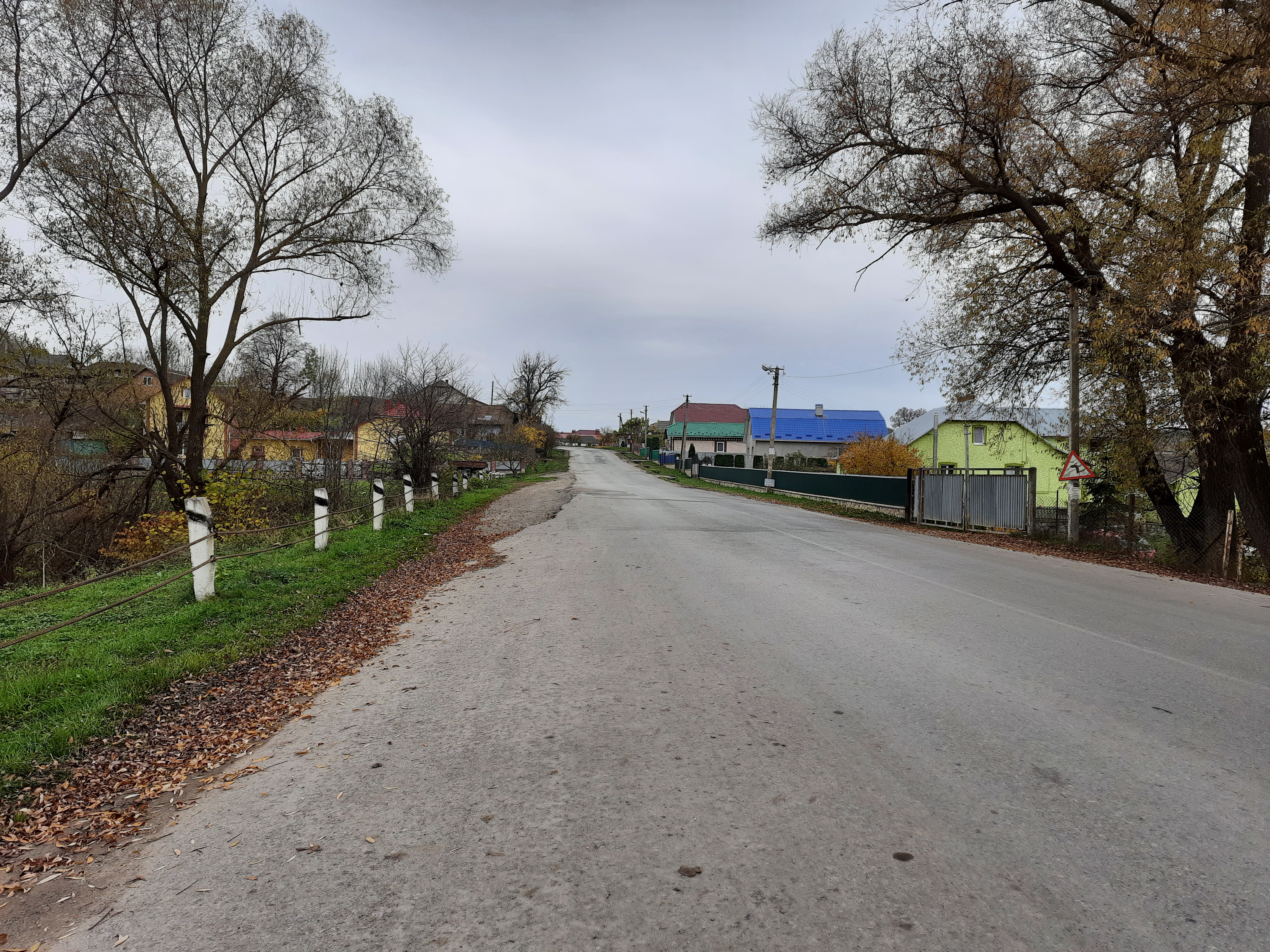
В'їзд у село з боку Озерян
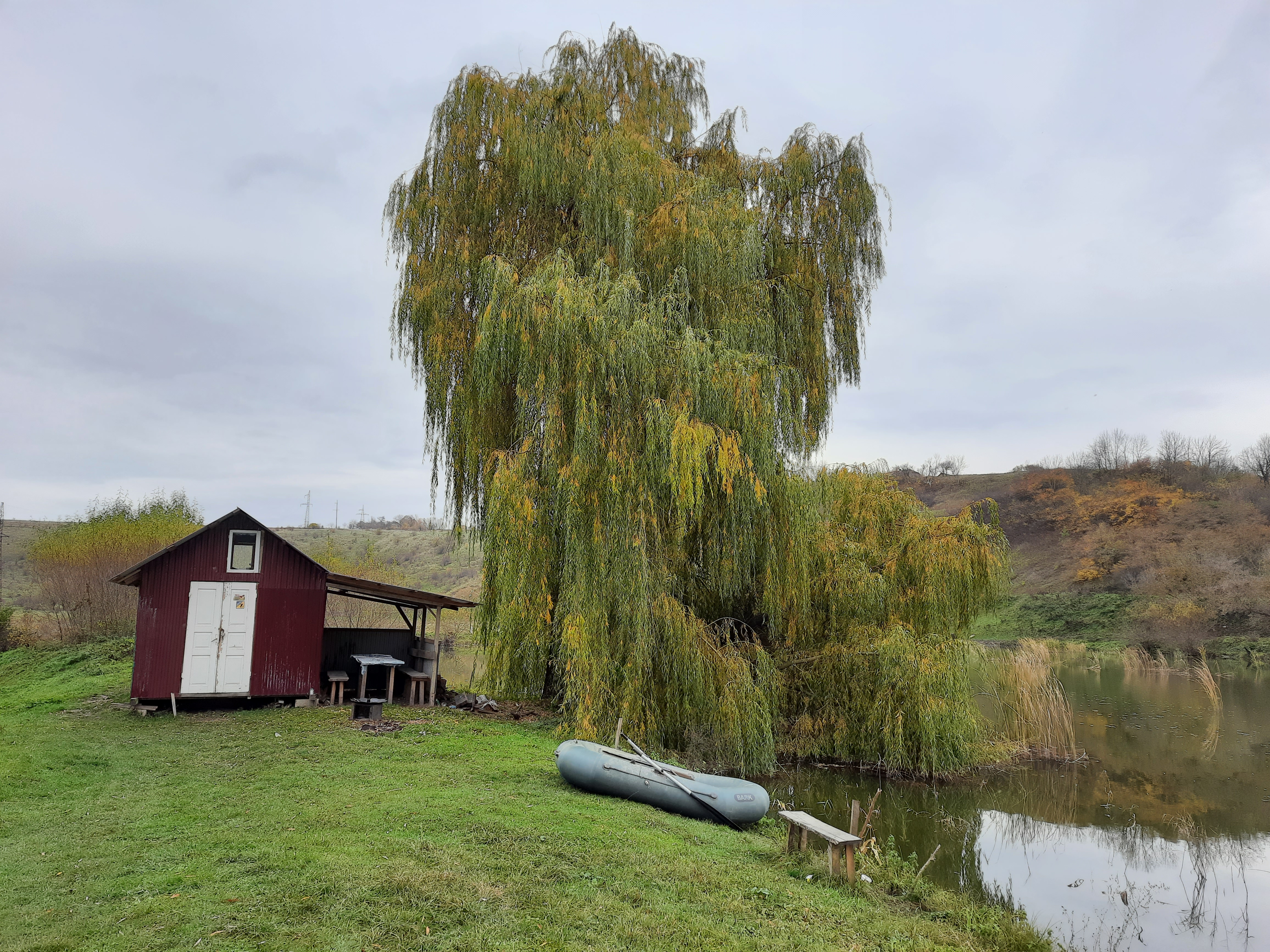
Став біля села
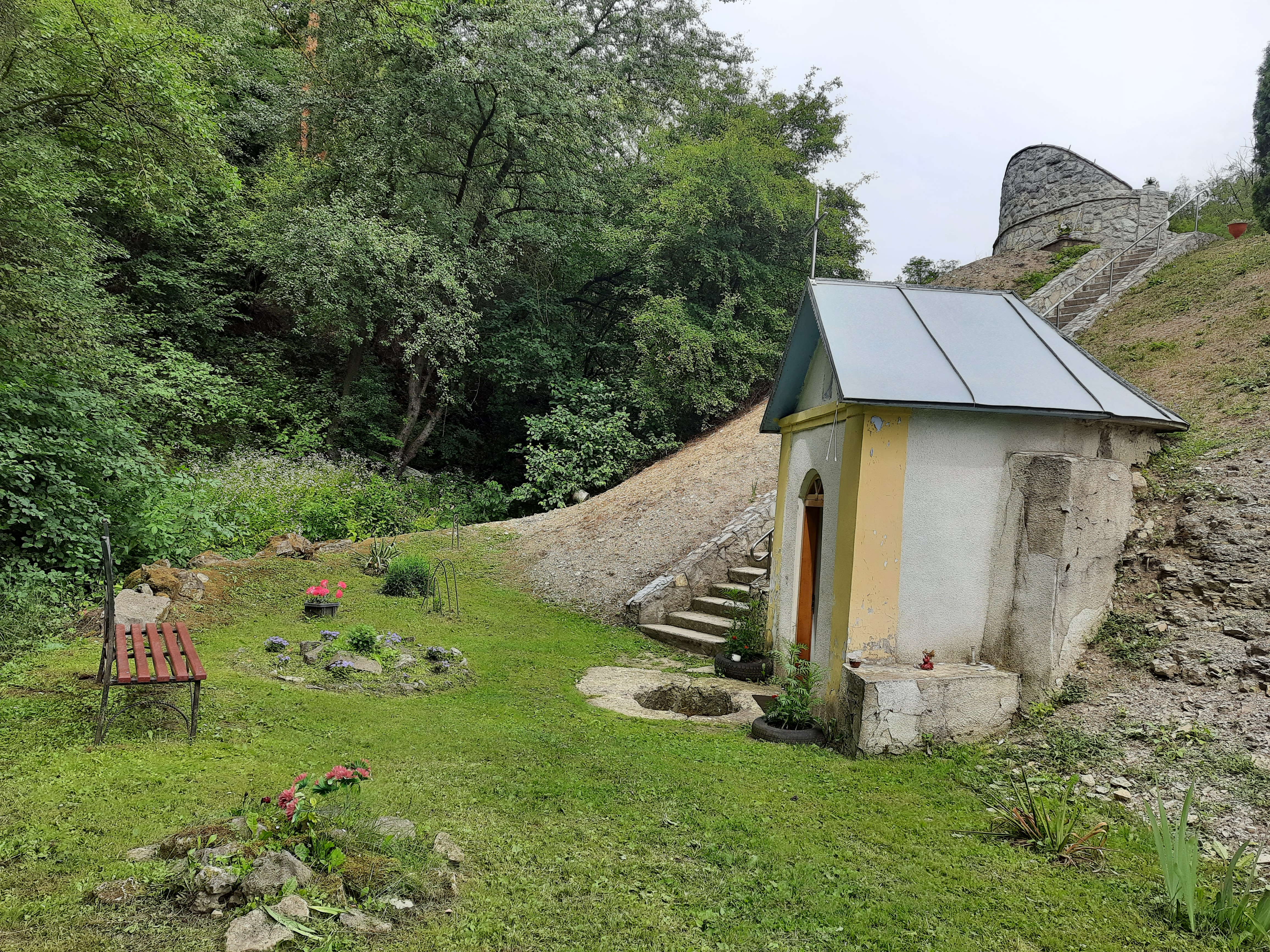
Цілюще джерело на околиці села